# Félix Suárez Inclán
Félix Suárez Inclán y González Villar (Avilés, 23 de juny de 1854 - Madrid, 1939) fou un advocat i polític espanyol, membre d'una destacada família de polítics asturians.

## Trajectòria professional
Era fill de l'advocat i ministre d'Ultramar Estanislao Suárez Inclán (1822-1890) i de la seva esposa Càndida González Villar, i germà del militar i escriptor Julián Suárez Inclán i del polític i militar Pío Suárez Inclán. Va ser ministre d'Agricultura, Indústria, Comerç i Obres Públiques durant la regència de Maria Cristina d'Habsburg-Lorena i ministre d'Hisenda durant el regnat d'Alfons XIII.
Després de llicenciar-se en Dret i en Filosofia i Lletres en la Universitat Central de Madrid oposita a registrador de la propietat obtenint el número u de la seva promoció i exercint a Ponteareas i Reus fins a 1886 any en el qual es trasllada a Madrid per exercir l'advocacia i iniciar la seva carrera política com a militant del Partit Liberal amb el qual participarà en les successives eleccions legislatives obtenint escons pel districte de Ḷḷuarca (Astúries) a les eleccions generals espanyoles de 1886, pel de Cangas de Tinéu (Astúries) a les Eleccions generals espanyoles de 1893, a les de 1898, 1899, 1901, 1903, 1905, 1907, 1910, 1914, 1916, 1918 i 1919, pel districte de Matanzas (Cuba) a les Eleccions generals espanyoles de 1896, i pel districte d'Albacete a les Eleccions generals espanyoles de 1923. En el Congrés es va alinear amb el sector liberal de Manuel García Prieto. Així mateix, va ser senador per Ourense de 1922 a 1928.
Va ser ministre d'Agricultura, Indústria, Comerç i Obres Públiques entre el 31 de maig i el 15 de novembre de 1902 i ministre d'Hisenda entre el 31 de desembre de 1912 i el 27 d'octubre de 1913, i entre el 3 i el 15 de setembre de 1923. També fou Governador Civil de Barcelona els períodes 1909-1910 i 1915-1917.
Va morir d'un càncer de pulmó, a conseqüència de la seva addicció pel tabac.